# Eilema uniola
Eilema uniola is een nachtvlinder uit de familie van de spinneruilen (Erebidae), onderfamilie beervlinders (Arctiinae).
De rups leeft op korstmossen. De vlinder komt voor in Spanje, Frankrijk en Italië.